# Георг фон Хегненберг
Георг фон Хегненберг (на немски: Georg von Hegnenberg; * ок. 1509, † 1589 или 1596, Инголщат) е немски рицар. Той е родоначалник на баварския благороднически род Хегненберг-Дукс, който през 1654 г. е издигнат в княжеското съсловие и изчезва по мъжка линия през 1902 г.

## Живот
Той е извънбрачен син на баварския херцог Вилхелм IV и Маргарета Хаузнер фон Щетберг.
Георг отива като паж в двора на император Карл V и расте близо до императора. В битката при Павия (1525) 15-годишният Георг показва своята смелост, разпознава крал Франсоа I от Франция по неговата гривна и помага при неговото пленяване. Затова той има право да има свой герб. Той се нарича рицар Георг Дукс (Дукс сочи херцогския му произход).
През 1535 г. той спасява живота на император Карл V в Африка. Той спасява в Африка и 20 000 християнски роби от ръцете на османския паша Хайредин Барбароса (щатхалтер на султан Сюлейман I Великолепни). Карл V приема Георг в новооснования „Рицарски орден на бургунския кръст“.
Георг напуска императорската служба и се връща в Херцогство Бавария. Той се сгодява през 1542 г. с дворцовата дама Вандула фон Паулсдорф. Сватбата се състои след две години с присъствието на баварския херцог. През 1542 г. херцог Вилхелм IV дава на извънбрачния си син Георг дворец и хофмарк Хегненберг при днешната община Алтхегненберг. Той започва да се нарича на тази собственост Георг фон Хегненберг, наричан Дукс (Дукс = херцог). Неговите потомци носят имената фон Хегненберг, наричан Дукс или фон Хегненберг-Дукс.
През 1546 г. императорът го номинира за командир на войската заедно с други четирима. През 1547 г. баварският херцог номинира императорския военен полковник Георг фон Хегненберг-Дукс за щатхалтер на най-добре построената крепост Инголщат. За старини той си купува дворец Долинг при Инголщат. През 1554 г. Георг е отличен с титлата „Златен рицар“, получава императорския документ на 26 септември 1562 г. от император Фердинанд I и гербово писмо.
През 1557 г. Георг се нанася в новопостроения ренесансов дворец в Хофхегненберг. През 1575 г. новият баварски херцог Албрехт V – негов полубрат – го признава за щатхалтер на Инголщат и му дава хофмарк Хофхегненберг.
Рицар Георг вумира през 1589 (или 1596) в крепостта Инголщат. Той е погребан в капелата „Св. Анна“ във францисканския манастир в Мюнхен. През 1802/03 г. ценният му гробен паметник от червен мрамор е преместен в дворцовата капела на Хофхегненберг (на мястото на францисканския манастир днес се намира площад Макс-Йозеф-Плац и Националния театър).
Един от неговите потомци е баварският държавен външен министър (1871) и председател в министерския съвет Фридрих фон Хегненберг-Дукс (1810 – 1872).